# One Allen Center
One Allen Center – wieżowiec w Houston, w stanie Teksas, w Stanach Zjednoczonych, o wysokości 138 m. Budynek został otwarty w 1972 i liczy 34 kondygnacje.